# وسترولت، ایلینوی
وسترولت (به انگلیسی: Westervelt) یک منطقهٔ مسکونی در ایالات متحده آمریکا است که در شهرستان شل‌بای، ایلینوی واقع شده‌است. وسترولت ۱۲۸ نفر جمعیت دارد و ۱۹۹٫۰۴ متر بالاتر از سطح دریا واقع شده‌است.